# ダニエル・クザン
ダニエル・ミカエル・クザン（Daniel Michel Cousin, 1977年2月2日 - ）は、ガボン、リーブルヴィル出身の元同国代表のサッカー選手、サッカー指導者。現役時代のポジションはFW。

## 経歴

### クラブ
2012年2月、バーミンガム・シティFCとの競合の末、1/4以下のサラリーで古巣であるレンジャーズFCと基本同意したものの、財政難に喘ぐクラブの状況から移籍が認められず、FC Sapinsに残留した。

### 指導者
現役引退後の2014年からはガボン代表のゼネラルマネージャーを務めた。
2018年9月20日、ピエール・オーバメヤン（ピエール＝エメリク・オーバメヤンの実父）との共同体制でガボン代表の監督に就任した。

### 代表歴
ガボン代表
- アフリカネイションズカップ: 2000,2010, 2012